# Torture (The Jacksons)
Torture är en låt av The Jacksons, utgiven som singel den 30 september 1984. Låten utgör öppningsspåret på albumet Victory. "Torture" nådde nionde plats på Hot Dance Club Songs. Musikvideon regisserades av Jeff Stein.
"Torture" handlar om hur ett kärleksförhållande håller på att ta slut och att det känns som "tortyr".
Låten finns även med på samlingsalbumen The Best Remixes (1998) och The Very Best of The Jacksons (2004). 
Musikvideon visades i TV-programmet Bagen hösten 1984.